# Maria Vidal (cantante estadounidense)
María Elena Vidal (1 de agosto de 1960 en Miami, Florida), conocida artísticamente como Maria Vidal, es una cantante y cantautora estadounidense. Su sencillo "Body Rock" alcanzó el puesto número 8 en las listas de éxitos dance de Estados Unidos, el número 48 en el Hot 100, el número 5 en las listas Springbok de Sudáfrica y el número 11 en el Reino Unido, además de figurar en varias otras listas internacionales.  Fue la canción temática de la película Body Rock en 1984.

## Primeros años
Vidal nació de padres de ascendencia hispana. Tiempo después, conoció a Desmond Child y ambos comenzaron a escribir canciones y comenzaron una carrera musical. A pesar de esto, ella todavía trabajaba en un restaurante para obtener ingresos adicionales. Debido a su ligero parecido físico con la actriz y fotógrafa Gina Lollobrigida, sus compañeros de trabajo, así como el dueño y el gerente del restaurante, la apodaron Gina.

## Carrera

### Carrera temprana (1977–1980)
Vidal fue una de los miembros fundadores de la banda de la ciudad de Nueva York Desmond Child & Rouge. Lanzaron dos álbumes bien recibidos en 1979 y 1980 para Capitol Records. Realizaron una gira por el país y fueron invitados musicales en Saturday Night Live. Su éxito icónico "Our Love Is Insane" fue su particular mezcla de rock y disco. La banda es conocida por su inclusión en la banda sonora de la película The Warriors (1979), con la canción "Last of an Ancient Breed".
María Vidal, como miembro de Rouge junto a Diana Grasselli y Myriam Valle, fue invitado por Paul Shaffer (el tecladista de la banda) a cantar en un álbum de comedia en vivo del que fue director musical para Gilda Radner. Mientras hacían el álbum, Radner y el productor Lorne Michaels decidieron convertirlo en un espectáculo de Broadway: Gilda Radner – Live From New York se estrenó en el Winter Garden Theater en el verano de 1979.  Rouge actuó como músico y también como una variedad de personajes en el escenario. Realizaron una gira por Boston y Chicago, donde sus actuaciones fueron adaptadas a la película Gilda Live dirigida por Mike Nichols .

### Carrera en solitario
Cuando la banda se separó, su primer proyecto en solitario fue un álbum con EMI, donde trabajó con el productor John "Jellybean" Benitez. Mientras trabajaba en el álbum, le pidieron que cantara la canción principal de la película Body Rock de 1984, producida por Phil Ramone. Se convirtió en un éxito internacional, alcanzando el puesto número 26 en Australia.  Vidal realizó una gira por todo el mundo promocionándola.
Apareció en la película de comedia de terror de 1985 Mordiscos peligrosos (Once Bitten) como miembro de una banda de la escuela secundaria y contribuyó con dos canciones a la banda sonora de Once Bitten.
Luego, Jimmy Iovine contrató a Vidal como artista solista para A&M Records después de escuchar su demo de "Do Me Right", que había sido escrita y producida para ella por Desmond. Se convirtió en el primer sencillo de su álbum debut en solitario homónimo de 1987 y fue muy popular internacionalmente, especialmente en Sudamérica. El videoclip fue dirigido por David Fincher.
En 1991, cantó un dueto con Desmond Child en la poderosa balada escrita por Burt Bacharach y Desmond Child, "Obsession". En ese momento, Vidal estaba haciendo su tercer álbum en solitario con Charisma Records, de propiedad británica, pero el álbum nunca fue lanzado.
Como cantante, compositora y productora, Vidal además ha contribuido a la música de muchos otros artistas.
Vidal contribuyó con coros para el álbum solista de Paul Stanley de Kiss, el sencillo de Stevie Nicks "I Can't Wait", así como algunas otras canciones del álbum solista de Nicks "Rock a Little", y fue vocalista destacada del sencillo de The Smithereens "A Girl Like You". Aparece en muchos de los álbumes en solitario de Belinda Carlisle, incluido el álbum de 1989 "Runaway Horses". Otros aspectos destacados de sus colaboraciones incluyen voces para artistas como: Aerosmith, Seal, Celine Dion, Toto, Bette Midler y Cher. Vidal también aparece en álbumes de Cat Stevens y, más recientemente, de Lana Del Rey.
Como compositora, Vidal escribió el exitoso sencillo "Summer Rain" para Belinda Carlisle, que fue versionado en 2004 por Slinkee Minx, así como la canción principal del álbum de Carlisle "A Woman and a Man". La canción "Angel", que ella coescribió (de su álbum solista de 1987), también fue grabada por Exposé en su álbum homónimo de 1992. Vidal ha escrito canciones con Desmond Child, Billy Steinberg y Rick Nowels, incluido el sencillo de Ace of Base "Every Time it Rains" y "California" de Belinda Carlisle.
Como arreglista y productora vocal de estudio, Vidal ha trabajado con una gran variedad de artistas. Los créditos de Vidal incluyen a Carrie Underwood y los otros finalistas de la cuarta temporada de American Idol.
En mayo de 2009, Maria Vidal anunció el lanzamiento de su álbum Living in Radical Radiance .

### Filmografía
Vidal ha participado en varias películas con pequeños papeles: 
- Fuegos internos (Fires Within) (1991) de Gillian Armstrong
- Mordiscos peligrosos (Once Bitten) (1985) de Howard Storm

## Vida personal
Vidal tiene un hijo con su esposo Rick Nowels.

## Discografía

### Álbumes
- Maria Vidal (1987)
- Living in Radical Radiance (2009)

### Sencillos
- 1979: "Our Love Is Insane" (como parte de Desmond Child & Rouge)
- 1984: "Body Rock" – UK No. 11, AUS No. 26,[3] US No. 48[4]
- 1985: "Hands Off"
- 1986: "Just One Kiss"
- 1987: "Do Me Right"
- 1988: "Make Believe"
- 1991: "Obsession" (con Desmond Child)
- 2008: "Green"